# Катрусин кинозал
Катрусин кинозал — украинская телепрограмма (1972 — 1988  гг), где тётя Катя (телеведущая Екатерина Лозовенко) вместе с куклой Катрусей (Татьяна Луканина (Трофимова) и заслуженная артистка УССР Елена Клименко) рассказывали малышам сказки и истории, вели разговоры о школьных проблемах, детях и взрослых. А также в качестве подарка в эфире телепрограммы показывали 3-4 мультфильма.

## История телепередачи
Впервые на экране тётя Катя с помощницей — куклой Катрусей — появились в телепередаче «Спокойной ночи, дети» в 1972 году. Программа так пришлась по душе детям, что телевизионщики решили сделать им отдельную передачу. Так появился «Катрусин кинозал», который просуществовал 15 лет (Режиссёр телепрограммы Ирина Днепренко). Голосом Катруси с июня 1972 по 1984 говорила Татьяна Луканина (Трофимова) и с 1984 по 1988 — актриса Театра кукол Елена Клименко (заслуженная артистка УССР), сидевшая рядом за столом с Екатериной Лозовенко.
Передача имела огромный успех, о чём красноречиво свидетельствовали мешки писем, которые присылали в редакцию дети со всей Украины, указывая на конвертах: «Киев. Тёте Кате и Катрусе». Кроме писем, юные телезрители присылали рисунки, игрушки и одежду для Катруси. «Жила» Катруся в редакционной комнате. У куклы даже была специальная вешалка и ящик с одеждой.

## Попытки и закрытие телепрограммы
Однако, несмотря на популярность, телепередачу неоднократно пытались закрыть. Закончилось всё тем, что однажды Катрусю просто украли. Екатерина Лозовенко, придя на работу, не нашла свою игрушечную помощницу. Куклу пытались разыскать, но безуспешно. Телезрителям же тётя Катя сказала, что их любимая Катруся заболела. Чуть позже закрыли и «Катрусин кинозал». Екатерина Лозовенко вспоминала, что ей даже не дали проститься со зрителями в эфире. В редакцию посыпались сотни писем с просьбой вернуть любимую телепередачу, однако они остались без ответа.

## Попытка восстановить телепрограмму
В 1990-х возникла идея сделать аналог «Катрусиного кинозала», и Екатерина Лозовенко даже подобрала для проекта новую куклу. Однако идея так и осталась на бумаге.
Записей «Катрусиного кинозала» с тётей Катей и Катрусей не сохранилось. Телепередача выходила в прямом эфире, а в те годы их не считали нужным записывать.
21 сентября 2017 ведущая легендарной украинской телепередачи Екатерина Лозовенко умерла.